# ジョージ・カニンガム (第3代カニンガム侯爵)

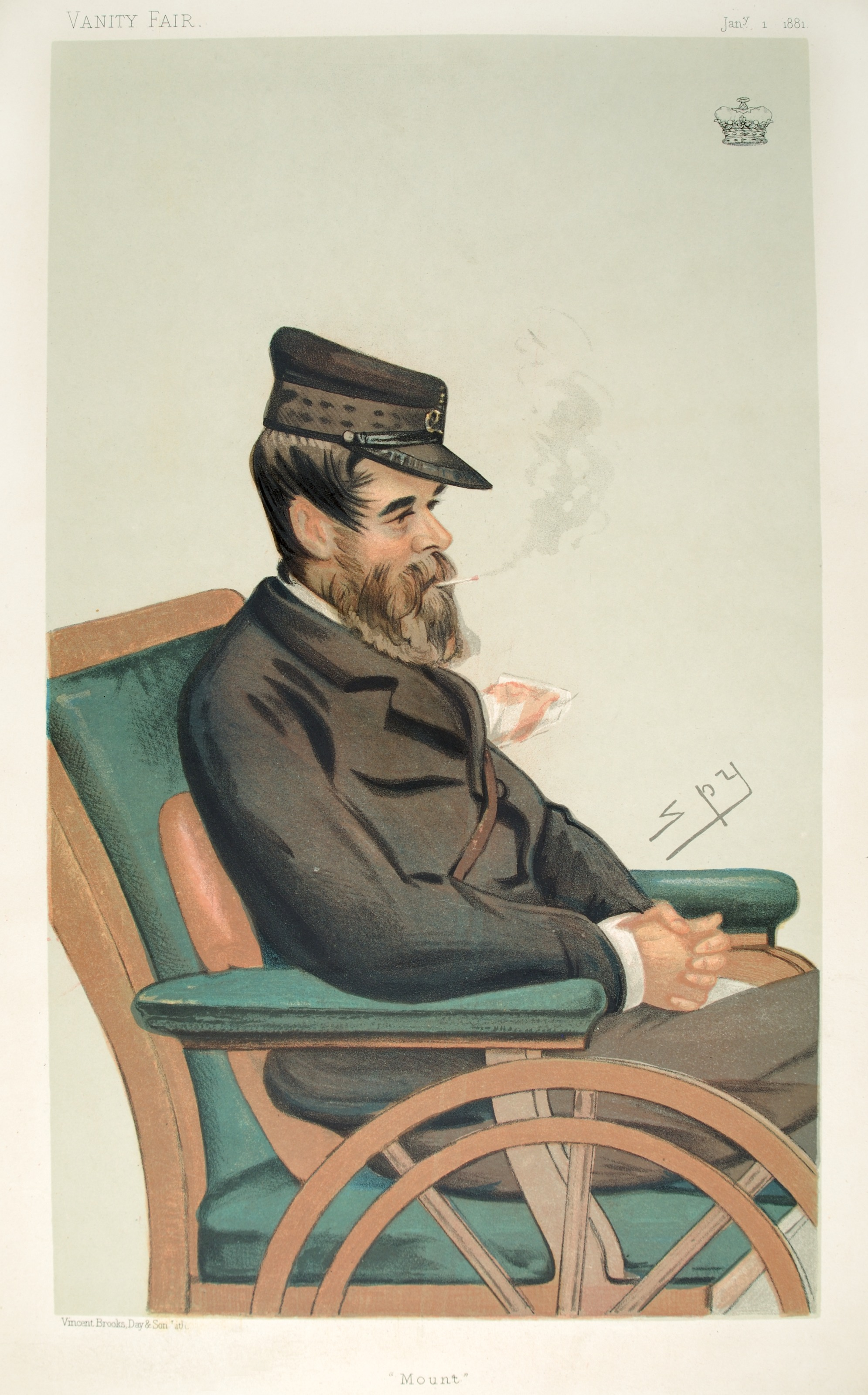
『バニティ・フェア』1881年1月1日号におけるカリカチュア、レスリー・ウォード画。

第3代カニンガム侯爵ジョージ・ヘンリー・カニンガム（George Henry Conyngham, 3rd Marquess Conyngham、1825年2月3日 – 1882年6月2日）は、イギリスの貴族。アイルランドとイングランドで合計166,710エーカー (674.7 km2)を所有した大地主だった。

## 生涯
第2代カニンガム侯爵フランシス・カニンガムと妻ジェーン（1798年10月13日 – 1876年1月28日、初代アングルシー侯爵ヘンリー・パジェットの娘）の息子として、1825年2月3日に生まれ、ピカデリーのセント・ジェームズ教会で洗礼を受けた。イートン・カレッジで教育を受けた。
1844年12月31日にコルネット（騎兵少尉）への辞令を購入して、イギリス陸軍の第2竜騎兵連隊に入隊、1848年4月28日にライフ・ガーズ第1連隊に転じた。1850年10月19日に中尉、1854年8月4日に大尉、1861年8月24日に中佐（Major and Lieutenant-Colonel）、1866年8月24日に大佐に昇進した。1868年6月13日に半給となった。正規軍のほか民兵隊でも役職を持ち、1859年4月20日に大尉としてロイヤル・イースト・ケント・ヨーマンリー連隊配属されたのち、1862年6月24日に少佐、1863年2月2日に中佐（副隊長および指揮官）に昇進した。
1870年10月16日にヴィクトリア女王のエクェリー（侍従）に任命され、1872年10月1日に辞任し、代わりに定員外の侍従となった。1876年7月17日に父が死去すると、カニンガム侯爵位を継承、1877年7月2日にミンスター男爵として貴族院議員に就任した。政治では自由党に属し、父と同じくアルスター海軍次官を務めた。
1877年10月1日に少将に昇進、1881年10月1日に中将への名誉昇進辞令を得たうえで陸軍から引退した。この名誉昇進辞令は同年のうちに1881年7月1日付に変更された。
1882年時点でアイルランドではドニゴール県に122,300エーカー、クレア県に27,613エーカー、ミーズ県に7,060エーカーの領地を所有し、イングランドではケント州に9,737エーカーの領地を所有した大地主であり、合計で166,710エーカー（年収50,076ポンド相当）だった。
1882年6月2日にベルグレイヴィアのベルグレイヴ・スクエアで死去、ケント州パトリックスボーンで埋葬された。長男ヘンリー・フランシスが爵位を継承した。

## 家族
1854年6月17日、ジェーン・サンモール・ブランシュ・スタンホープ（Jane St. Maur Blanche Stanhope、1833年5月14日 – 1907年11月28日、第4代ハリントン伯爵チャールズ・スタンホープの娘）と結婚、2男5女をもうけた。
- ブランシュ（1856年4月20日[19] – 1946年4月13日[20]）
- ヘンリー・フランシス（1857年10月1日 – 1897年8月28日） - 第4代カニンガム侯爵[2]
- コンスタンス・オーガスタ（1859年10月14日[19] – 1941年6月14日） - 1881年10月20日、リチャード・コム（Richard Combe）と結婚[20]
- ジェーン・シーモア（1860年12月17日[19] – 1941年10月30日） - 1883年7月26日、クリスチャン・コム（Christian Combe）と結婚[20]
- エリザベス・モード（1862年7月16日[19] – 1949年5月27日） - 1887年7月30日、フレデリック・ウィリアム・ラムズデン（Frederick William Ramsden、1864年2月17日 – 1928年12月26日）と結婚[20]
- フローレンス（1866年9月16日[19] – 1946年1月28日） - 1887年4月30日、バートラム・フランクランド・フランクランド＝ラッセル＝アストリー（Bertram Frankland Frankland-Russell-Astley、1904年2月11日没）と結婚、子供あり。1905年6月17日、クロード・ヒースコート＝ドラモンド＝ウィロビー閣下（英語版）（1872年10月15日 – 1950年2月24日、初代アンカスター伯爵ギルバート・ヒースコート＝ドラモンド＝ウィロビー（英語版）の三男）と再婚[20]
- チャールズ・アーサー（1871年2月1日 – 1929年3月7日） - 1899年、レナ・バーバラ・モーガン（Lena Barbara Morgan、1902年2月24日没、ルイス・リチャード・モーガンの娘）と結婚。1910年8月6日、アニー・ブルワー・モーガン（Annie Brewer Morgan、1955年4月14日没、ダニエル・モーガンの娘、アンドルー・ウィルソン・ハンターの未亡人）と再婚[20]